# 弗農 (亞利桑那州)
弗農（英語：Vernon）是位於美國亞利桑那州阿帕契縣的一個人口普查指定地區。根據2010年美國人口普查，該地人口為122人，而該地的面積約為1.47平方千米。

## 地理
弗農的座標為34°15′27″N 109°41′34″W / 34.25750°N 109.69278°W，而該地最高點為海拔高度2107米（即6913英尺）。